# 市民連合 (ドミンゴ・サンタ・クルスの曲)
『市民連合』（Unión Cívica）とは、ドミンゴ・サンタ・クルス（Domingo Santa Cruz）作曲のタンゴで、1904年発表の曲。

## 概要
明るいメロディーの曲である。歌詞なしで演奏される。
アルゼンチンの政党、市民連合（Unión Cívica）にちなんだタンゴである。 
なお、「市民連合」は1891年に分裂したが、分かれた一方の急進市民連合（Unión Cívica Radical）が現在もアルゼンチンに存続発展して、正義党と政権を争っている。
ミゲル・カロ（Miguel Caló）楽団の演奏の録音が、よく聴かれる。また、YouTube でも、数サイトがアップロードされている